# کلی درایو
کلی درایو (انگلیسی: Kelly drive) لوله استوانه‌ای شکل با مقطع مربع یا شش ضلعی منتظم است، که از تجهیزات دکل‌های حفاری نفت و گاز می‌باشد. این لوله، ویژه روش حفاری با میزگردان است، که در بالای رشته حفاری قرار می‌گیرد و با جای گرفتن درون میز دوار، حرکت چرخشی آن را بر رشته حفاری و در نتیجه به مته انتقال می‌دهد. چرخش مته به همراه عوامل جانبی دیگر، باعث حفاری سازند می‌گردد.